# Hagaström

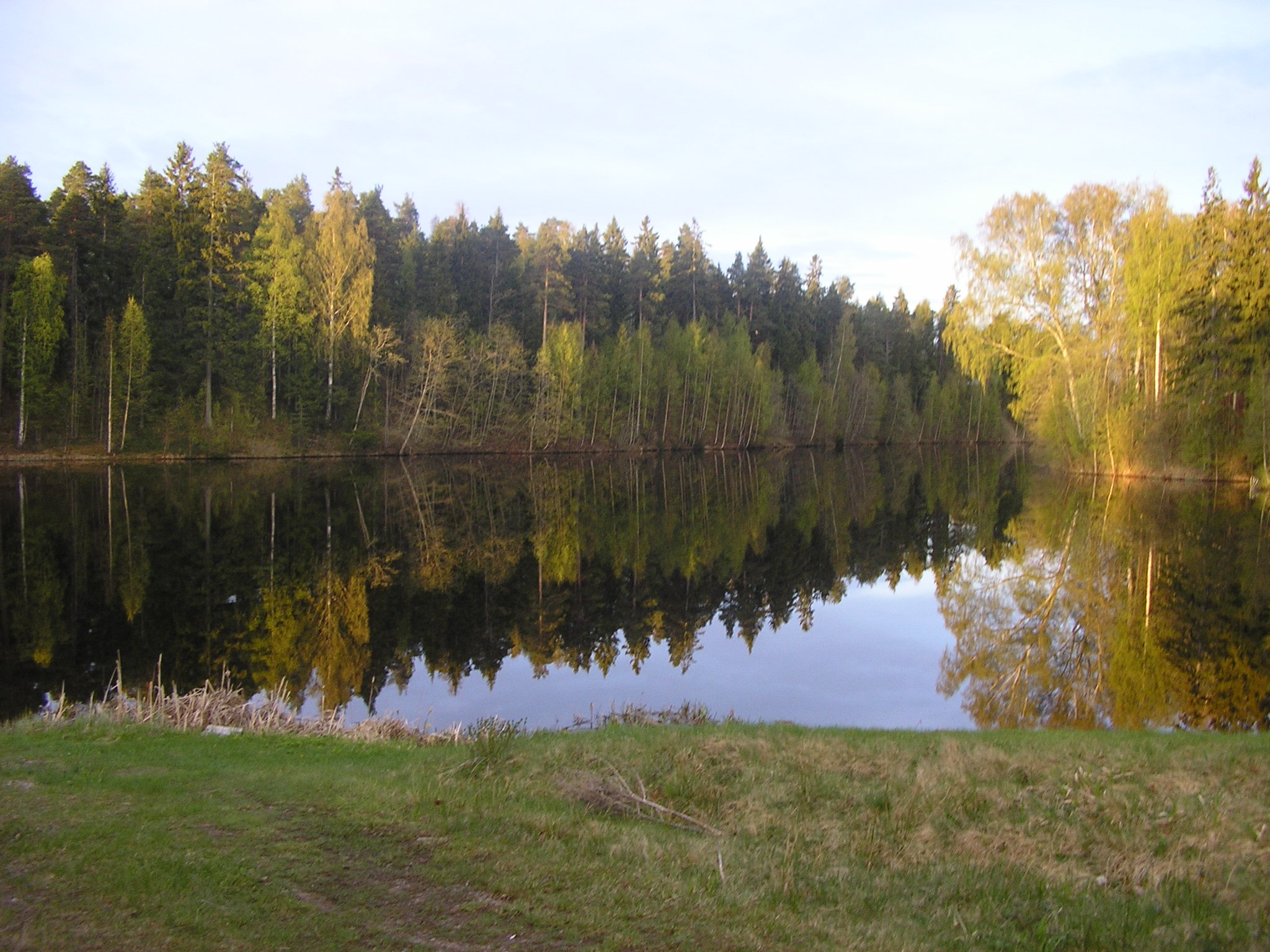
Utsikt över Gavleån i Hagaström

Hagaström är en bebyggelse i västra delen av tätorten Gävle i Gävle kommun, cirka 5 km väster om Gävle centrum.
I Hagaström bor det c.a 2 000 invånare. Hagaströms södra gräns representeras av Gavleån, där finns ett vattenkraftverk och i bostadsområdet Duro (Ådalen) ligger en liten badstrand. I norra utkanten av Hagaström ligger Hagaströms skola med låg- och mellanstadium. 200 meter från skolan ligger också Hagaströms idrottsplats. Där tränas både fotboll, ishockey och hastighetsåkning på skridsko. Ett 2,5 km långt elljusspår finns också i anslutning till platsen. I orten finns en matvaruaffär som heter Coop Nära men kallas i folkmun för Konsum. Det finns en pizzeria bredvid Coop.
Från Hagaström kommer barnmusikgruppen Mora Träsk.

## Bostadsområden
- Skuggan
- Tegelbruket
- Lindesnäs
- Stenbäck
- Bleke
- Duro
- Gamla Stenbäck

## Historia
Länsman C.F. Engwall i Valbo förvärvade 1855 jord och bildade en egendom kallad Haga eller Haga herrgård som i kombination med strömmen nedanför gav idén till namnet Hagaström. Namnet finner man första gången 1891 när ett tegelbruk anlades av grosshandlaren Sten Nordström från Gävle. Hagaströms Tegelbruks AB hade verksamhet till 1972 efter ett uppehåll 1926-1935, huset revs 1980 och radhus byggdes i området. En järnvägsstation vid Sala-Gysinge-Gävle Järnväg, ritad av Sigge Cronstedt, uppfördes 1900 och revs 1982. Bland företag som etablerades i Hagaström märks Durotapet. 1906 grundades i Hagaström Mindre folkskoleseminariet, vars rektorsgård senare blev mödra- och spädbarnshemmet Wockatzgården. Justus Wockatz, som fått en gata, i närheten där mindre folkskoleseminariet låg, uppkallad efter sig levde 1856-1940 och var folkskoleinspektör 1893-1904.
I en fastighet kallad Lilla Lugnet bodde i flera år Fabian Månsson under sin tid som journalist på Arbetarbladet. En väg i närheten är uppkallad efter honom.

## Kända personer från Hagaström
- Thomas Andersson , tränare i Gefle IF fotboll
- Jacob Hjelte, fotbollsspelare
- Inger Källgren Sawela, politiker
- Anders Larsson, ordförande Svenska ishockeyförbundet.
- Johan Markusson, ishockeyspelare
- Eva Melander, skådespelerska.
- Erik Olsson, fotbollsspelare
- Ellenor Pierre, vinnare av Expedition Robinson 2009.
- Markus Strömbergsson, fotbollsdomare
- Martin Strömbergsson, fotbollsdomare
- Stefan Åsberg, journalist